# E. Alyn Warren
E. Alyn Warren (Richmond (Virginia), 2 juni 1874 - Los Angeles, 22 januari 1940) was een Amerikaanse acteur. Tussen 1915 en 1940 speelde hij in 99 films.
In enkele vroege stomme films verscheen hij als Fred Warren of E. A. Warren op de titelrol.

## Gedeeltelijke filmografie
- The Virgin of Stamboul (1920)
- Outside the Law (1920)
- A Tale of Two Worlds (1921)
- No Woman Knows (1921)
- Hungry Hearts (1922)
- The Courtship of Miles Standish (1923)
- The Unholy Three (1925)
- The Bells (1926)
- The Trail of '98 (1928)
- Chasing Through Europe (1929)
- Son of the Gods (1930)
- East Is West (1930)
- Abraham Lincoln (1930)
- Tarzan the Fearless (1933)
- Revolt of the Zombies (1936)
- They Won't Forget (1937)

- Bibliothèque nationale de France: cb16171490r (data)
- International Standard Name Identifier: 0000 0000 7368 1979
- Library of Congress Control Number: n93048056
- Nationale Bibliotheek van Israël: 987007337802305171
- Système universitaire de documentation: 133514862
- Virtual International Authority File: 16438510
- WorldCat: E39PBJyhgTwRMBryTgwyvYcXVC